# Lycium tenuispinosum
Lycium tenuispinosum är en potatisväxtart som beskrevs av John Miers. Lycium tenuispinosum ingår i släktet bocktörnen, och familjen potatisväxter.

## Underarter
Arten delas in i följande underarter:
- L. t. calycinum
- L. t. friesii